# 거짓

거짓 또는 참이 아님(untrue)은 논리학에서 부정적인 진릿값 또는 가치가 없는 논리 연결자이다. 명제 논리의 진리 함수 체계에서는 부정인 논리적 참과 함께 2개의 상정된 진릿값 가운데 하나이다.
거짓의 일반적 표기로는 숫자 0(특히 불 논리와 컴퓨터 과학에서), O(접두 부호 표현법에서 Opq), 업택(up tack) 기호 {\displaystyle \bot }가 있다.

## 같이 보기
- 모순
- 항진식
- 진리표